# Herb guberni tomskiej

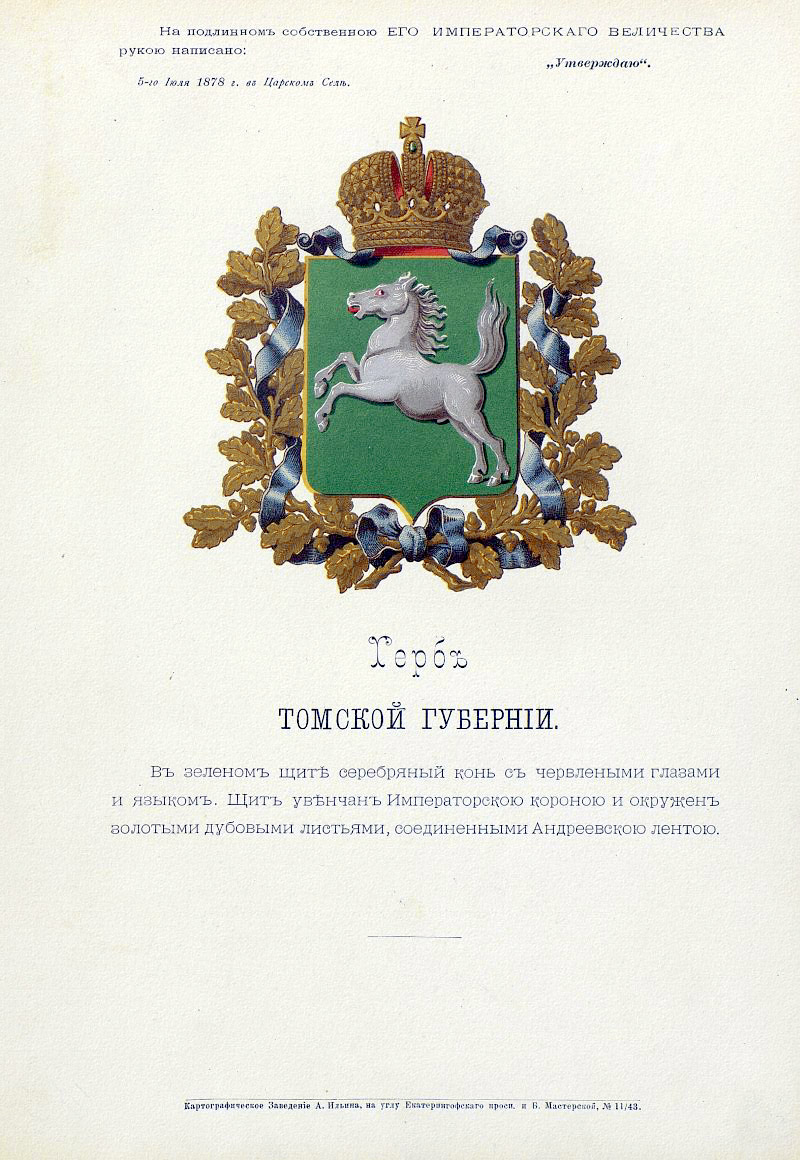
Karta z herbarza A. Benkego z 1880 roku

Herb guberni tomskiej (ros. Герб Томской губернии) – symbol guberni tomskiej będącej jednostką administracyjną Imperium Rosyjskiego. Jego ostateczny wygląd został zatwierdzony 5 lipca 1878 roku.

## Blazonowanie
W polu zielonym koń srebrny z oczami i językiem czerwonymi. Tarcza zwieńczona koroną cesarską i otoczona liśćmi dębowymi, złotymi przewiązanymi wstęgą Świętego Andrzeja.

## Opis
Herb stanowi zielona tarcza francuska, na której umieszczony jest wizerunek srebrnego, galopującego konia z językiem i oczami w kolorze czerwonym. Tarcza zwieńczona jest koroną cesarską. Herb otoczony jest dwoma złotymi gałązkami dębowymi połączonymi błękitną wstęgą świętego Andrzeja zawiązaną w kokardę .

## Historia
12 marca 1804 roku został zatwierdzony wzór herbu miasta Tomska  , który był wykorzystywany również przez władze guberni .
Herb Tomska po dostosowaniu wyglądu do zasad obowiązujących dla wyglądu herbów guberni, opracowanych przez Bernharda Karla von Koehne, został zatwierdzony, jako herb guberni 5 lipca 1878 roku . Herb ten obowiązywał aż do upadku Imperium Rosyjskiego .
Herb guberni z 1878 roku posłużył jako wzór dla herbu obwodu tomskiego .

## Galeria

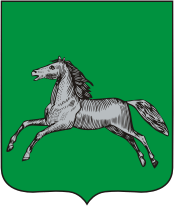
Herb Tomska z 1804 roku
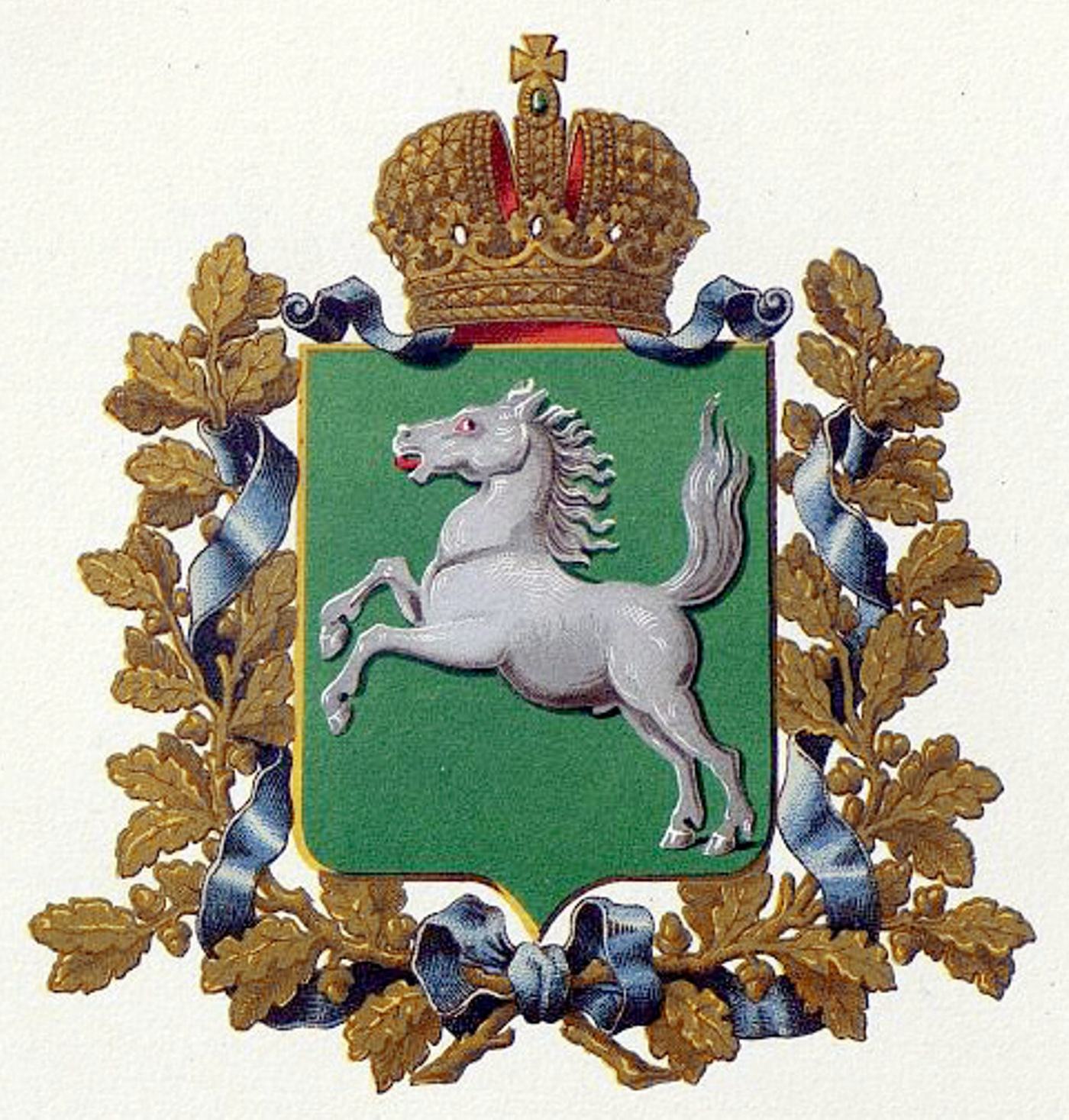
Herb guberni z herbarza A. Benkego z 1880 roku
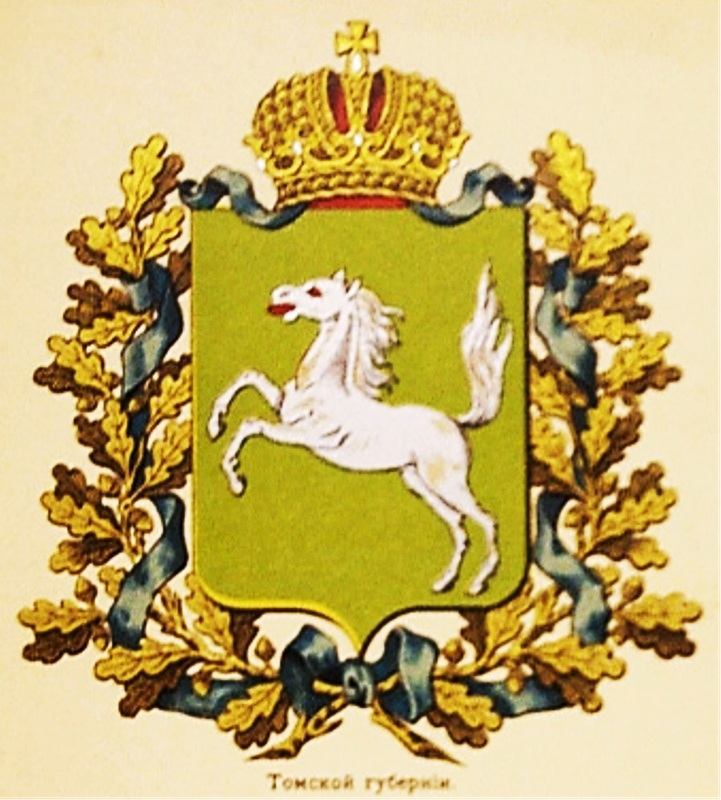
Herb guberni z herbarza W. Sukaczewa z lat 1878–1881
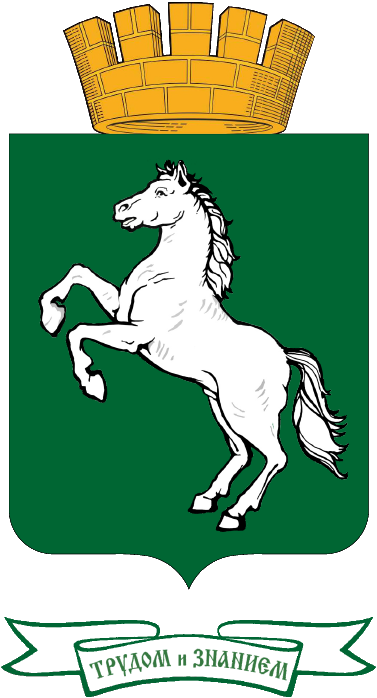
Współczesny herb Tomska od 2019 roku
Współczesny herb obwodu tomskiego